# Steek (lengtemaat)
Een steek is een regelmatige afstand, een lengtemaat, tussen herhaalde markante punten (in de Engelse taal: pitch).
De treden van een trap zijn gelijk verdeeld over de gehele lengte. De steek is de afstand tussen twee treden, een aantal centimeters. Tussen elke twee treden is die steek, het aantal centimeters, hetzelfde. Maar van trap naar trap kan de steek een andere waarde hebben, afhankelijk van bijvoorbeeld hoe steil de trap is.
Bij breiwerk is de steek de afstand tussen lussen. Deze wordt gelijkmatig gehouden, maar is anders bij een grof breiwerk (grove steek) dan bij een fijn breiwerk (fijne steek).
De afstand van hart tot hart tussen twee kammen van een molenwiel wordt ook steek genoemd.
De afstand tussen twee overeenkomstige punten van een tandwiel op de steekcirkel, gemeten volgens die steekcirkel, noemt men ook steek.
Een steek komt ook voor bij een gelijkmatige verdeling over de omtrek van een cirkel. De cirkel wordt in dat geval steekcirkel genoemd. Wordt er gelijkmatig verdeeld over de omtrek een aantal gaten geboord dan is de hartafstand tussen twee gaten de steek. De steek kan worden gemeten of afgetekend met behulp van een steekpasser.
Bij een velg voor een autoband wordt gesproken over steek 4×100, waarbij 4 staat voor het aantal gaten en 100 voor een diameter van 100 mm. Soms wil men de afmetingen afleiden van een bestaande velg. Bij vier gaten is het gemakkelijk te meten en gebruikt men de twee tegenovergestelde gaten van hart tot hart voor het bepalen van de steekcirkel. Bij vijf gaten is dit iets lastiger, dan moet eerst een cirkel getekend worden over het hart van de gaten om vervolgens de diameter van de steekcirkel te kunnen meten. 
Voor de schoenmaat gebruikt men de Franse of de Engelse steek: de Franse steek is 2/3 centimeter = 6 2/3 mm, zodat 3 Franse steek gelijk is aan 2 centimeter. De Engelse steek is 1/3" (inch), dus 8,467 mm.
Ook de afstand tussen de stoelen in een vliegtuig of ander middel van (openbaar) vervoer noemt men een steek. Men spreekt dan bijvoorbeeld van een steek van 76, 86 of 96 centimeter naargelang de klasse.